# En Español (álbum de Daniel)
En Español (Português: Em Espanhol) é o quinto álbum de estúdio e o primeiro álbum em espanhol do cantor brasileiro Daniel em carreira solo. Foi lançado em maio de 2001 pela Warner Music no Brasil, e em junho do mesmo ano no restante da América Latina. O álbum vendeu mais de 100 mil cópias, e teve como principal single a canção "Estoy Enamorado", de Donato & Estefano, versão original de seu maior sucesso.

## Sobre o álbum
O repertório do álbum foi cuidadosamente escolhido pela direção da gravadora Warner Music, através do diretor-presidente da Continental Eastwest, Wilson Souto Junior, do gerente de produto Ediméla Silva e do gerente artístico Márcio Rolim, além do próprio Daniel. Para se habituar com a língua, o cantor passou por intensivas aulas em espanhol, querendo não apenas estudar as canções que iria gravar, mas também se aprofundar na gramática da língua espanhola. "Além da realização de um sonho, acima de tudo é a coroação de um trabalho feito durante toda a nossa vida. Nós não estamos nos aventurando. A gravação em espanhol está sendo realizada sob uma base sólida, construída com muito esforço e dedicação. Nós suamos a camisa para chegarmos onde chegamos e é por isso que a gravadora tem apostado em nosso trabalho;" comentou.
Por determinação do presidente da Warner Music Latin América, Inigo Zabela, e do presidente da Warner Music Brasil, Beto Boaventura, a gravação foi realizada nos estúdios South Beach Studio em Miami, nos Estados Unidos, durante o mês de fevereiro, e as mixagens foram concluídas nos estúdios Gravodisc, em São Paulo. As versões em espanhol das canções foram feitas pelo versionista espanhol Luis Gómez-Escolar e a produção ficou a cargo de Emílio José Cuervo Menendez.
O álbum foi lançado nas três Américas, incluindo Brasil, Estados Unidos, México, Argentina, Chile e Espanha, tendo foco o mercado latino. Nos meses de junho e julho, Daniel realizou uma turnê mundial promovendo o disco.

## Lista de faixas
| N.º            | Título                                                              | Compositor(es)                                                                                          | Duração |  |
| 1.             | "Enamorarme Fue Un Placer (Adoro Amar Você)"                        | Peninha / Elias Muniz (Versão: Luis Gómez-Escolar)                                                      | 4:53    |  |
| 2.             | "Hablando Claro (Pra Falar a Verdade)"                              | Peninha / Regis Danese (Versão: Luis Gómez-Escolar)                                                     | 4:31    |  |
| 3.             | "Que Era Yo (Que Era Eu)"                                           | Elias Muniz / Carlos Colla (Versão: Luis Gómez-Escolar)                                                 | 4:31    |  |
| 4.             | "Colgadita de Mí (No Ponto Pra Mim)"                                | Peninha / Elias Muniz (Versão: Luis Gómez-Escolar)                                                      | 4:37    |  |
| 5.             | "Yo Paso Por La Vida (Vou Levando a Vida)"                          | Peninha / Elias Muniz / Luiz Carlos (Versão: Luis Gómez-Escolar)                                        | 4:32    |  |
| 6.             | "Declaración de Amor (Declaração de Amor)"                          | Altay Veloso (Versão: Luis Gómez-Escolar)                                                               | 4:42    |  |
| 7.             | "Te Amo Cada Vez Más (To Love You More)"                            | David Foster / Junior Miles (Versão: Donato Poveda)                                                     | 5:21    |  |
| 8.             | "Estoy Enamorado"                                                   | Estéfano / Donato Poveda                                                                                | 4:34    |  |
| 9.             | "Con Qué Caricia (Com Qual Carícia)"                                | Peninha (Versão: Luis Gómez-Escolar)                                                                    | 4:08    |  |
| 10.            | "Mi Estrella Perdida (Minha Estrela Perdida)"                       | César Augusto / Piska (Versão: Luis Gómez-Escolar)                                                      | 4:11    |  |
| 11.            | "Eres Mi Vida (Só da Você Na Minha Vida)"                           | Rick (Versão: Luis Gómez-Escolar)                                                                       | 3:03    |  |
| 12.            | "Flor y Colibri (Flor e Colibri) / música incidental: Tara's Theme" | Altay Veloso / Paulo César Feital (Versão: Luis Gómez-Escolar) (Tara's Theme: David Mack / Max Steiner) | 4:18    |  |
| Duração total: | Duração total:                                                      | Duração total:                                                                                          | 53:27   |  |

## Certificações e vendas
| País | Certificação | Data | Vendas certificadas |
| ---- | ------------ | ---- | ------------------- |
| -    | -            | 2001 | 100.000             |